# Realismo científico bungeano
El realismo científico bungeano o simplemente realismo bungeano es una posición filosófica, variedad del realismo científico, formulada por el filósofo argentino Mario Bunge, que se caracteriza por ser una conjunción de siete tesis realistas que abarcan prácticamente todo su pensamiento filosófico, de allí que también le valga el nombre de realismo integral. Más importante aún es que estos diferentes aspectos del realismo bungeano se encuentran enlazados entre sí por diversas relaciones, de tal modo que constituyen un sistema. De allí que Bunge llame también hilorrealismo (o hylerrealismo, del griego hyle, material, materia) a su especial versión del realismo científico, porque siempre va de la mano de la tesis ontológica materialista. Además, y como veremos más adelante, el hilorrealismo bungeano también es sistemista (tanto en lo ontológico como en lo gnoseológico) y emergentista.
Los aspectos en que Bunge profesa el hilorrealismo científico, uno de los ejes principales de su vasta obra, son: (i) ontológico, (ii) gnoseológico, (iii) semántico, (iv) metodológico, (v) axiológico, (vi) moral y (vii) praxiológico.

## Tesis realistas
Antes de pasar a describir los diferentes aspectos del realismo científico de Bunge, conviene advertir al lector que, tal como lo sugieren los párrafos siguientes, se trata de una concepción muy alejada del realismo "ingenuo" o del sentido común, tan alejada como lo puede estar la ciencia del conocimiento ordinario. Según Bunge, la ciencia describe y explica (a) aspectos seleccionados de los hechos que le interesan y (b) lo hace de manera simbólica (no pictórica). Más aún, para esta tarea resultan fundamentales las teorías científicas, que no se refieren a los hechos reales directamente, sino que lo hacen de una manera elíptica, indirecta, puesto que siempre hay de por medio un modelo más o menos idealizado de esos hechos. En resumen, el realismo científico es tal porque consigue "captar" ciertos aspectos objetivos de la realidad que nos rodea, en particular las relaciones invariantes [descritas, típicamente, de manera matemática por enunciados legales (o leyes)] entre variables que describen de manera simbólica (habitualmente cuantificada) aspectos seleccionados de clases de hechos que resultan de interés científico.

### Realismo ontológico
Bunge sostiene que el mundo es exterior a la mente del sujeto, y existe por sí mismo. En consecuencia, se opone al idealismo ontológico, es decir la escuela que sostiene que lo único existente son los contenidos de la mente del sujeto. El realismo ontológico también se opone al constructivismo ontológico, que sostiene que la realidad es una "construcción social". Queda bien claro, pues, que Bunge distingue entre las cosas (objetos concretos, materiales o reales) y lo que a ellas les acontece (hechos), por un lado, y los constructos (objetos conceptuales) que las representan, entre las que se cuentan los datos, hipótesis, modelos y teorías científicas que tratan acerca de los hechos, por otro.

#### Argumentos
El autor ofrece dos tipos de argumentos a favor del realismo ontológico, pero aclara que la ciencia no prueba la existencia de la realidad, sino que, y lo considera más importante aún, la da por supuesta. Por un lado, están los argumentos que podríamos llamar generales, por otro, los provenientes de las ciencias particulares.
De los primeros, dice, el más difundido es el del éxito de la ciencia y la tecnología. Ambos tipos de éxito (uno gnoseológico y otro pragmático) constituyen un indicio de que “allí fuera” hay algo más que nuestras ideas, pero la posibilidad de percibir o manipular los objetos que nos rodean, no nos ofrecen argumentos convincentes contra el antirrealismo. El argumento general más importante, afirma Bunge, tal vez sea el que ve en el error un indicador de la existencia de un mundo independiente. La razón que ofrece es que un subjetivista podría explicar fácilmente por qué los científicos aciertan: porque construyen el mundo (fenoménico). En cambio, ¿cómo explicará un subjetivista las discrepancias entre las teorías o hipótesis y los datos?.
Los argumentos de las ciencias particulares provienen de cuatro campos: física, biología, neurociencia cognitiva e historia. La física muestra la existencia de cosas concretas porque todas sus leyes fundamentales, entre ellas la segunda ley del movimiento de Newton, son invariantes respecto de ciertos cambios en el marco de referencia. En particular, un cambio de observador no modifica la descripción que ofrece la ley. La biología apoya al realismo al afirmar que todo organismo necesita nutrientes y energía (externos) para subsistir y desarrollarse y comenta Bunge que eso incluye “a las bacterias y los filósofos subjetivistas”. El argumento neurocientífico se basa en el descubrimiento de que el cerebro necesita estímulos externos para desarrollarse normalmente, tal como han mostrado experimentalmente los premios Nobel Hubel y Wiesel. Finalmente, el argumento que surge de la historia es el siguiente. Las ciencias históricas dan por sentado el pasado, es decir, suponen que su estudio no permite modificarlo.

#### Materialismo de la tesis ontológica
Bunge sostiene que el materialismo posee axiomas apoyados de manera general por la ciencia y la tecnología contemporáneas, ya que estas mismas investigan y modifican sólo objetos materiales (o concretos) y no reconocen objetos inmateriales, excepto en el caso de conceptos, propiedades y relaciones, de ninguno de los cuales es preciso suponer que existen por sí mismos. Bunge indica que la característica principal de todas las cosas materiales es su mutabilidad, en cambio los objetos conceptuales no puede decirse que son mutables.

Los conjuntos no se mueven, las funciones no metabolizan, los espacios no procrean, las estructuras algebraicas no pasan hambre, las derivadas no explotan. Por consiguiente las leyes conceptuales (o formales) son muy distintas de las leyes físicas, químicas, biológicas o sociales: no describen algo que está ahí, independientemente de que se le conozca, sino que caracterizan (definen implícitamente).
Mario Bunge

Por otro lado, alerta contra los "pecados duales" de la reificación (la incorrecta concepción de propiedades, relaciones o conceptos como entidades dotadas de existencia autónoma) y la ideificación (que consiste en concebir cosas o procesos materiales como si fueran ideas que existen por sí mismas).

#### Sistemismo de la tesis ontológica
Por otro lado, Bunge expone tres nociones presentes en algunos de los principales supuestos de su ontología:
- que el universo no es un montón de cosas sino una cosa compuesta de cosas interconectadas (un sistema), y que este supersistema se compone de subsistemas físicos, biológicos y sociales, entre otros;
- que los sistemas concretos no son todos iguales, salvo en el sentido que son sistemas; y,
- que ningún sistema perdura eternamente (con excepción del universo), por lo que los sistemas se ensamblan, cambian y se descomponen.

#### Emergentismo de la tesis ontológica
Complementario al sistemismo, Bunge expone que todo sistema posee al menos una propiedad emergente, rechazando posturas como el fisicismo, que resulta particularmente inadecuada como filosofía de la mente y como filosofía de la materia social.

### Realismo gnoseológico
Esta posición, que presupone al realismo ontológico, se compone de dos tesis: (a) que la realidad es cognoscible (o sea, que puede describirse y comprenderse), (b) que nuestro conocimiento de ella no es perfecto y (c) que ese imperfecto conocimiento puede mejorarse. Más precisamente, la tesis (b) puede subdividirse en tres subtesis: el conocimiento fáctico es incompleto, indirecto y falible. De tal modo, se opone a los escepticismos más o menos radicales, lo que incluye diversos relativismos y al fenomenismo. La tesis (b) distingue al realismo bungeano del realismo ingenuo, que no reconoce problema alguno en el acto de conocer. 
La incompletitud de nuestro conocimiento de la realidad radica en que ese conocimiento siempre se construye sobre aspectos seleccionados de los hechos de interés. En otras palabras, las variables que se tienen en cuenta para describir un hecho son sólo algunas de las muchas posibles, más precisamente aquellas que se consideran pertinentes para la descripción general, explicación y predicción del hecho dado. En consecuencia, el conocimiento científico es abierto y no puede ser completo. Así, por ejemplo, un pion se describe por medio de su masa, de su vida media y del hecho de que generalmente se desintegra dando lugar a dos fotones gamma, no de todas las variables posibles.
El conocimiento científico tampoco es directo. La razón de ello es que las teorías científicas (una vez interpretadas) se refieren de manera inmediata a un modelo idealizado del sistema cuyo comportamiento se pretende describir, explicar y predecir, no a la realidad. Las teorías sólo se refieren de manera mediata o indirecta a los hechos. Así pues, en ecología, el modelo de Lotka-Volterra describe el comportamiento de un sistema de dos especies (competidoras o predador y presa) en un entorno constante, lo cual constituye una idealización. Los sistemas ecológicos son mucho más complejos que lo supuesto por el modelo y, por lo general, en ellos el entorno dista de ser constante. De modo semejante, una importante parte de la realidad estudiada por las ciencias es inobservable, ya sea por nuestras limitaciones tecnológicas actuales o en principio. El paleontólogo, por ejemplo, nunca ve los animales extinguidos que estudia, por no mencionar su comportamiento. Sólo tiene contacto directo con algunos fósiles y otros vestigios. Tanto la anatomía como la fisiología y el comportamiento de los organismos paleobiológicos tienen que ser reconstruidos por medio de una compleja trama epistémica en la que se entretejen el conocimiento previo, la experiencia, la razón y la imaginación de los investigadores. 
Finalmente, la falibilidad del conocimiento científico viene dada por la imposibilidad de verificar o refutar de manera concluyente las teorías científicas. Por un lado, está el problema de la inducción y la falacia de afirmación del consecuente, popularizados principalmente por Karl Popper. Estos conocidos problemas impiden la verificación definitiva. Por otro lado, la ineludible intervención de supuestos metafísicos e hipótesis subsidiarias y auxiliares en las puestas a prueba, elimina la posibilidad de alcanzar tanto verificaciones como refutaciones concluyentes. No hay más que echar un vistazo a la historia de la ciencia para advertir que la mayoría de las teorías científicas acaban mostrando que son erróneas en alguna medida. Pero Bunge no deja solo al falibilismo, una posición escéptica, sino que lo complementa con un “ismo” optimista, la tesis (c) o meliorismo, es decir la idea de que las hipótesis y teorías científicas pueden mejorarse. En otras palabras, el meliorismo sostiene que esas ideas científicas parcialmente erróneas pueden corregirse para aproximarlas más a la verdad (la tesis meliorista también es parte del realismo semántico, como veremos a continuación).

### Realismo semántico
El realismo semántico está compuesto por tres tesis: (a) que algunas proposiciones tratan de hechos (y no sólo de ideas), (b) que algunas de esas proposiciones fácticas son aproximadamente verdaderas y (c) que toda aproximación a la verdad es perfectible.
La tesis (a), sobre la referencia de las proposiciones científicas, se apoya en toda una teoría de la referencia desarrollada por Bunge en el primer volumen de su célebre Tratado de filosofía básica. Los referentes genuinos de una teoría (sistema hipotético deductivo de proposiciones) se descubren identificando los predicados fundamentales de esa teoría, analizándolos y mostrando cuál es su papel en las leyes de la teoría. Sólo se considerarán referentes genuinos de la teoría aquellos hechos descritos por variables incluidas en las leyes de la teoría de interés. Así, por ejemplo, la aplicación de esta teoría a la mecánica cuántica indica que esta no se refiere a sujetos de ningún tipo (pues no aparecen en sus leyes) y que la interpretación de Copenhague de la misma es errónea.
La tesis (b) se afirma en la teoría de la verdad como correspondencia, a la que Bunge considera en el camino correcto, aunque de momento vaga e incompleta en tres aspectos: (1) en lo referente a las proposiciones negativas y generales, (2) porque no hace lugar a las verdades parciales y (3) porque no tiene en cuenta la importancia de la coherencia externa (o sistemicidad) de las proposiciones. Pero quizá lo más sorprendente de la teoría de la verdad de Bunge es que los valores de verdad de las proposiciones sólo emergen con la puesta a prueba. Es decir, las proposiciones no poseen un valor de verdad inherente, sino que este les es atribuido tras las comprobaciones pertinentes y puede cambiar en el curso de la investigación: “…una pizca de constructivismo se justifica respecto de los constructos…”.
Finalmente, la tesis (c), también llamada “meliorismo” ya fue comentada en el punto (ii).

### Realismo metodológico
El realismo metodológico posee dos componentes: el cientificismo y la exigencia de controlar empírica y racionalmente las ideas sobre la realidad. El cientificismo en versión bungeana (diferente de la de Hayek o Habermas, por ejemplo) es la tesis de que la estrategia más eficaz para "explorar el mundo" es el método científico. Esta afirmación o, mejor dicho, el énfasis de la misma, distingue al realismo bungeano de otros realismos críticos que no ven en el método científico la única herramienta cognitiva posible o una que resulte particularmente ventajosa. Por otra parte, su cientificismo le ha valido a Bunge numerosas acusaciones de “positivista” provenientes, principalmente, del campo de las humanidades. 

#### Sobre el método científico
En cuanto al método científico, otro tema central en gran parte de las obras de este autor, se trata de una estrategia general de adquisición de conocimiento sobre la realidad que involucra tanto la experiencia, como la razón y la imaginación. Los ejes principales de su práctica son, sin duda, las teorías fácticas, es decir, los sistemas hipotéticos deductivos de proposiciones con los cuales los científicos intentan describir, explicar y predecir el comportamiento de los sistemas que estudian.

[...] el método científico no es tan milagroso como suelen creerlo sus entusiastas que sólo lo conocen de oídas, ni de tan corto alcance como quieren hacernos creer sus detractores. El método científico no es ni más ni menos que la manera de hacer buena ciencia, natural o social, pura o aplicada, formal o fáctica.
Mario Bunge

Un aspecto importante del método es que esas teorías no surgen únicamente de la experiencia por medio de procedimientos inductivos. En el desarrollo de las ideas científicas interviene de manera esencial la creatividad del científico, pues sus conjeturas acerca de aspectos no observables de la realidad ocupan un lugar central en la construcción del conocimiento científico y, esas conjeturas, son producto en buena parte de la imaginación, aunque, desde luego, no de la imaginación descontrolada, sino guiada y constreñida por el conocimiento antecedente y diversas consideraciones metodológicas. Las proposiciones conjeturadas y controladas desde su nacimiento por la coherencia externa (sistemicidad o compatibilidad con el conocimiento científico disponible) luego tienen que ser puestas a prueba contrastándolas con los datos empíricos provenientes de observaciones o experimentos. Esta contrastación es global, es decir, que no afecta sólo a una proposición particular, sino a toda una teoría y, además, requiere de hipótesis auxiliares que relacionen lo observable con lo inobservable. En otras palabras, las comprobaciones afectan a las teorías como totalidades (incluidos sus diversos supuestos) y requieren, además, la utilización de hipótesis indicadoras.

#### La explicación mecanísmica
Un aspecto central del realismo metodológico de Bunge es que no se contenta con la descripción de regularidades o incluso de leyes, sino que demanda que tales regularidades sean explicadas por medio de la descripción de los mecanismos (procesos específicos) de los que surgen esas regularidades. Bunge ha llamado a este modelo de explicación científica, “explicación mecanísmica”.

### Realismo axiológico

#### Valores objetivos
El realismo axiológico sostiene la existencia de valores objetivos: aquellos que están arraigados en necesidades biológicas y sociales. En consecuencia, estos valores pueden defenderse (y atacarse) de manera racional y con ayuda del conocimiento científico pertinente. Son valores objetivos la salud, el conocimiento, la seguridad, la intimidad y la paz, entre otros. Como esta lista deja ver, no se trata de valores absolutos, sino que en ocasiones pueden surgir tensiones o conflictos entre ellos. Por ejemplo, la intimidad y la seguridad no siempre son igualmente compatibles.

[...] la neutralidad axiológica, o sea, el abstenerse de hacer juicios de valor, no es deseable, ni siquiera posible, ya que hay valores objetivos dignos de ser protegidos, tales como la verdad, la justicia y la paz.
Mario Bunge

#### Valores primarios y secundarios
Bunge distingue entre valores individuales (como la libertad) y sociales (como la seguridad) y entre primarios y secundarios. Un valor primario es aquel que contribuye a satisfacer una necesidad básica, en tanto que uno secundario es el que contribuye a la satisfacción de un interés legítimo (vale decir, uno que no impide a otros la satisfacción de una necesidad básica).

#### El ser y debe ser
Bunge rechaza la eventual acusación de cometer una “falacia naturalista” (la de confundir el ser con el deber ser) aduciendo que si bien el ser y el deber ser son diferentes, la brecha entre ellos puede cruzarse y de hecho se cruza cada día por medio de la acción: cada vez que realizamos una acción porque la consideramos un deber. El papel de la acción como puente entre el ser y el deber ser sugiere un aspecto ingenieril de la ética: una buena regla moral es, además de otras cosas, eficiente en la consecución del fin que se propone [véase el punto (vii), más abajo].

#### Evaluación de teorías éticas
Las condiciones o criterios de evaluación de una teoría ética también han sido elaborados por Bunge en diferentes trabajos y son: consistencia interna y externa, capacidad para explicar códigos morales viables y utilidad para la realización de reformas sociales proilustradas, para el análisis de conceptos y principios morales, así como para la identificación, tratamiento y resolución de problemas morales.

### Realismo moral
El realismo moral afirma que (a) hay hechos morales, así como (b) afirmaciones morales verdaderas (y falsas). Un hecho moral se define como un hecho que impone un problema moral a una persona en una cultura determinada. Un problema moral es el que requiere de la invención o aplicación de una regla moral para su resolución. 
Además, una proposición moral es verdadera si al ser llevada a la práctica ayuda a “mitigar la miseria” o si se deriva de algún principio moral de nivel superior. (En el caso de la ética bungeana o “agatonismo” este principio es Disfruta de la vida y ayuda a otros a vivir.) Esta dependencia de un principio moral superior hace que las verdades morales sean relativas (o contextuales o situacionales), lo que las distingue de las verdades morales absolutas predicadas, por ejemplo, por Tomás de Aquino. Sin embargo, esta relatividad de las verdades morales no es la de los relativistas, pues hay ciertos principios, derechos y deberes que todos los códigos morales comparten.

### Realismo práctico
Finalmente, el realismo práctico consiste en la tesis de que hay pares medios-fines objetivos, es decir que hay medios objetivamente más eficientes que otros para lograr un determinado fin. Sin embargo, puesto que nuestras acciones pueden afectar a terceros, no podemos guiarnos solo por la búsqueda de la eficiencia, sino que también debemos tener en cuenta las consecuencias previsibles de tales acciones. En consecuencia, para ser íntegramente realista, el realismo práctico tiene que someterse a un principio de responsabilidad. Un aspecto importante del realismo práctico es que presupone los realismos ontológico, semántico y gnoseológico. Al incluir el principio de responsabilidad, el realismo práctico también supone el realismo moral.